# Дан града Крагујевца
Дан града Крагујевца обележава се сваке године 6. маја, у знак сећања на 6. мај 1818. године када је, на Скупштини у манастиру Враћевшница, кнез Милош Обреновић прогласио Крагујевац за престоницу обновљене Србије. Том приликом одржавају се бројне свечаности и уручују се Ђурђевданске награде заслужним појединцима и установама. Једна од најпопуларнијих манифестација је Ђурђевдански карневал.

## Историја
Обележавање Дана града Крагујевца почиње 1997. године, а одлуку о томе донела је Скупштина града. Предлог је 1996. дао Боривоје Радић, етнолог саветник у Заводу за заштиту споменика културе, дугогодишњи председник Градског одбора Демократске странке и први председник Извршног одбора Скупштине града по успостављању власти коалиције Заједно. Његово образложење заснивало се на чињеници да је период столовања кнеза Милоша у овоим граду био пресудан период за његов будући развој, те би требало да добије и трајно сећање на тај период. Скупштина града је усвојила овај предлог и од тада се Ђурђевдан прославља као Дан града.
У два наврата је Крагујевац био престоница кнежевине Србије. Одлуку да се престоница Србије пресели у Крагујевац треба посматрати као државотворно питање и потребу кнеза Милоша да се што више осамостали, а у исто време одбрани аутократију коју је завео после ослобођења. Бројни фактори утицали су на ову одлуку. Географски положај града је био веома повољан, јер је Крагујевац био подједнако удаљен од свих нахија, па се лако у њега могло доћи. Близина планине Рудник давала је осећај сигурности. Ту се кнез осећао сигурним, пошто су у том крају и започеле прве буне, а Крагујевац је такође био на раскрсници природних комуникација. Становништво је било национално уједначено, готово чисто српско, са само с једном турском кућом, а ту је Кнез Милош имао и највише личних веза. Остали разлози су и довољна удаљеност од цариградског друма, којим су често пролазили Турци, као и од Београда где је тада била сконцентрисна сва турска власт.
Кнез Милош прогласио је Крагујевац престоницом Србије 6. маја 1818. Статус престонице дао је Крагујевцу промену физиономије и основних функција које до тада није имао. Почиње свеопшти развој града у којем се оснивају најзначајније институције модерне српске државе. Изградњом Кнежевог конака промењен је тип вароши. Издвојиле су се две основне зоне из којих ће се даље развијати насеља. Једна занатска, трговачка и административна зона, друга резиденцијална. За Крагујевац је тада био најважнији путни правац који га је повезивао са Цариградски друмом. Тај пут повезивао је престоницу с Беогардом, где је било седиште београдског везира. Дан пред Милошев пад, 12. јуна 1839. године, Савет је донео одлуку да се престоница пресели у Београд, чиме је Крагујевац изгубио  статус престоног града, али не задуго. Већ 25. маја 1840. године, под притиском присталица кнеза Милоша, престоница се враћа у Крагујевац, о чему је кнез Михаило Обреновић издао посебан указ и Прокламацију народу. Ађутант руског цара, барон Ливен, успео је да убеди младог кнеза Михаила да престоницу треба преселити у Београд, што је и учињено 25. априла 1941. године, после чега је Крагујевац трајно изгубио тај статус.
Током 19. и почетком 20. века није постојао званично утврђен датум обележавања Дана града Крагујевца. Најприближнији том дану био је 21. октобар, који је обележаван после Другог светског рата у знак сећања на трагедију у Шумарицама 1941. и ослобођење града 1944. године.

## Манифестације током Дана града
Дан града у Крагујевцу се обележава неколико дана и представља почетак Мајских свечаности. Најзначајније манифестације су:
- Ђурђевдански песнички сусрети,
- Свечана седница Скупштине града,
- Ђурђевдански маскенбал са пратећим програмом,
- Крагујевачки фестивал уличних свирача и бројни концерт на отвореном,

Године 2023. планирано је да се у оквиру прославе Дана града одржи и прво Ђурђевданско венчање — колективно венчање које би град организовао ѕа 5–15 парова. Због трагичних догађаја 3. и 4. маја те године венчање је, као и цела манифестација, отказано. Следеће године догађај је такође отказан, због недовољног броја пријављених парова. Исте године организован је поводом Дана града и литерарни конкурс за ученике основних и средњих школа Ђурђевдански венац.
Међу многобројним манифестацијама у оквиру Мајских свечаности организују се и Међународни луткарски фестивал „Златна искра“, Сајам књига, крајем маја Јоакимови дани – ревија позоришних представа у част домаћег писца и друге.

### Ђурђевдански карневал
Ђурђевдански карневал је традиционални маскенбал који се, у оквиру Дана града, у Крагујевцу организује од 2006. године. На маскенбалу учествују деца из крагујевачких основних школа и гости из других градова. Шарену поворку предводе крагујевачки бајкери, док су на зачељу колоне чланови Удружења љубитеља Фића у својим аутомобилима. Поворка се креће главним крагујевачким улицама и завршава се у пешачкој зони, на тргу код Крста (сквер на Тргу народних хероја), где на централној бини ученици музичке школе и деца из плесних школа изводе културно-уметнички програм. У оквиру карневала организује се и такмичење за најлепше маске у три категорије: појединачна, породична и групна маска. Карневал организује Градска туристичка организација Крагујевац, која са својим спонзорима обезбеђује награде за најлепше маске.